# Nexus (studio di animazione)
Nexus Co., Ltd. (株式会社Nexus?, Kabushiki-gaisha Nekusasu) è uno studio di animazione giapponese fondato nel 2012.

## Produzioni

### Serie televisive
| Titolo                                                      | Anno di produzione | Episodi | Note                                                                               | Fonti |
| ----------------------------------------------------------- | ------------------ | ------- | ---------------------------------------------------------------------------------- | ----- |
| Wakaba Girl                                                 | 2015               | 13      | Adattamento del manga di Yui Hara.                                                 | [ 2 ] |
| L'epopea del cavaliere ripetente                            | 2015               | 12      | Adattamento della serie di light novel di Riku Misora. Coprodotto con Silver Link. | [ 3 ] |
| Comic Girls                                                 | 2018               | 12      | Adattamento del manga di Kaori Hanzawa.                                            | [ 4 ] |
| Granbelm                                                    | 2019               | 13      | Opera originale.                                                                   | [ 5 ] |
| Darwin's Game                                               | 2020               | 11      | Adattamento del manga di FLIPFLOPs.                                                | [ 6 ] |
| The Eminence in Shadow - Un giorno sarò l'eminenza grigia   | 2022               | 20      | Adattamento della serie di light novel di Daisuke Aizawa.                          | [ 7 ] |
| The Eminence in Shadow - Un giorno sarò l'eminenza grigia 2 | 2023               | 12      | Sequel di The Eminence in Shadow - Un giorno sarò l'eminenza grigia.               | [ 8 ] |

### Film
| Titolo        | Anno | Note                                          | Fonti |
| ------------- | ---- | --------------------------------------------- | ----- |
| Santa Company | 2014 | Opera originale. Coprodotto con Kenji Studio. |       |